# Ospedale di Sant'Antonio Abate (Arezzo)
L’ospedale di Sant'Antonio Abate è un monumento di Arezzo, situato in via della Madonna del Prato 55 angolo via Garibaldi.
Originariamente destinato ad ospitare lebbrosi e gestito dalla Compagnia omonima, costruito nel 1423, è oggi ridotto ad un portale ad arco a sesto acuto e decorato con un affresco raffigurante il santo a mezzo busto affiancato da angeli. L'esecuzione della pittura ha avuto due tempi diversi. Gli angeli sono quattrocenteschi e attribuibili ad ambito aretino, mentre la figura di Sant'Antonio è stata eseguita da Salvi Castellucci nella seconda metà del Seicento in sostituzione della statua quattrocentesca in terracotta dipinta attribuita a Michele da Firenze e conservata oggi al Museo statale d'arte medievale e moderna.